# Zapasy na Letnich Igrzyskach Olimpijskich 1912 – waga półciężka w stylu klasycznym mężczyzn
Turniej zapaśniczy mężczyzn w wadze półciężkiej w stylu klasycznym był jedną z pięciu konkurencji zapaśniczych rozegranych na V Letnich Igrzyskach Olimpijskich w Sztokholmie w 1912 roku. Turniej rozpoczął się 7, a skończył 15 lipca. Złotego medalu nie przyznano na skutek remisu w rundzie finałowej. Wystartowało 29 zapaśników z 12 reprezentacji.
Turniej został rozegrany zgodnie z zasadą „podwójnej eliminacji” – zawodnik po przegranej walce nie odpadał z turnieju. Miało to miejsce dopiero po drugiej porażce. Gdy w turnieju pozostało jedynie trzech zawodników, rozegrano rundę finałową, gdzie walczył każdy z każdym, co pozwoliło ustalić kolejność na podium.

## Wyniki

### Runda pierwsza
| Przegrane | Zwycięzca          | Przegrany         | Przegrane |
| --------- | ------------------ | ----------------- | --------- |
| 0         | Ivar Böhling       | Édouard Martin    | 1         |
| 0         | August Rajala      | Karl Groß         | 1         |
| 0         | Peter Öhler        | Otto Nagel        | 1         |
| 0         | Oreste Arpè        | Oskar Kumpu       | 1         |
| 0         | Sigurjón Pétursson | Lennart Lind      | 1         |
| 0         | Jussi Salila       | Ragnar Fogelmark  | 1         |
| 0         | Oskar Wiklund      | Johannes Eriksen  | 1         |
| 0         | Béla Varga         | Karl Ekman        | 1         |
| 0         | Knut Lindberg      | Fritz Lange       | 1         |
| 0         | Renato Gardini     | Johann Trestler   | 1         |
| 0         | Karl Lind          | Ansgar Løvold     | 1         |
| 0         | August Pikker      | Karl Barl         | 1         |
| 0         | Johan Andersson    | František Kopřiva | 1         |
| 0         | Harald Christensen | Ernst Nilsson     | 1         |
| 0         | Anders Ahlgren     | wolny los         | —         |

### Runda druga
Ahlgren, który w pierwszej rundzie miał wolny los, w rundzie drugiej walczył dwa razy.
| Przegrane | Zwycięzca          | Przegrany          | Przegrane |
| --------- | ------------------ | ------------------ | --------- |
| 0         | Anders Ahlgren     | Édouard Martin     | 2         |
| 0         | Ivar Böhling       | Karl Groß          | 2         |
| 0         | August Rajala      | Otto Nagel         | 2         |
| 0         | Peter Öhler        | Oskar Kumpu        | 2         |
| 0         | Oreste Arpè        | Lennart Lind       | 2         |
| 0         | Sigurjón Pétursson | Jussi Salila       | 1         |
| 1         | Johannes Eriksen   | Ragnar Fogelmark   | 2         |
| 0         | Oskar Wiklund      | Béla Varga         | 1         |
| 0         | Knut Lindberg      | Karl Ekman         | 2         |
| 1         | Fritz Lange        | Johann Trestler    | 2         |
| 0         | Renato Gardini     | Karl Lind          | 1         |
| 1         | Karl Barl          | Ansgar Løvold      | 2         |
| 0         | Johan Andersson    | Augusts Pikker     | 1         |
| 1         | Ernst Nilsson      | František Kopřiva  | 2         |
| 0         | Anders Ahlgren     | Harald Christensen | 1         |

### Runda trzecia
Augusts Pikker zrezygnował po swojej pierwszej porażce z dalszej rywalizacji.
| Przegrane | Zwycięzca          | Przegrany          | Przegrane |
| --------- | ------------------ | ------------------ | --------- |
| 0         | Ivar Böhling       | Peter Öhler        | 1         |
| 0         | August Rajala      | Oreste Arpè        | 1         |
| 1         | Johannes Eriksen   | Jussi Salila       | 2         |
| 0         | Oskar Wiklund      | Sigurjón Pétursson | 1         |
| 1         | Béla Varga         | Knut Lindberg      | 1         |
| 1         | Fritz Lange        | Johan Andersson    | 1         |
| 1         | Ernst Nilsson      | Renato Gardini     | 1         |
| 0         | Anders Ahlgren     | Karl Lind          | 2         |
| 1         | Harald Christensen | Karl Barl          | 2         |

### Runda czwarta
| Przegrane | Zwycięzca          | Przegrany       | Przegrane |
| --------- | ------------------ | --------------- | --------- |
| 0         | Ivar Böhling       | Oreste Arpè     | 2         |
| 1         | Sigurjón Pétursson | August Rajala   | 1         |
| 1         | Johannes Eriksen   | Peter Öhler     | 2         |
| 1         | Fritz Lange        | Oskar Wiklund   | 1         |
| 1         | Béla Varga         | Johan Andersson | 2         |
| 1         | Knut Lindberg      | Ernst Nilsson   | 2         |
| 0         | Anders Ahlgren     | Renato Gardini  | 2         |
| 1         | Harald Christensen | wolny los       | —         |

### Runda piąta
Oskar Wiklund zrezygnował z dalszej rywalizacji po swojej pierwszej przegranej w czwartej rundzie.
| Przegrane | Zwycięzca      | Przegrany          | Przegrane |
| --------- | -------------- | ------------------ | --------- |
| 0         | Ivar Böhling   | Harald Christensen | 2         |
| 1         | August Rajala  | Johannes Eriksen   | 2         |
| 1         | Béla Varga     | Sigurjón Pétursson | 2         |
| 0         | Anders Ahlgren | Knut Lindberg      | 2         |
| 1         | Fritz Lange    | wolny los          | —         |

### Runda szósta
| Przegrane | Zwycięzca      | Przegrany     | Przegrane |
| --------- | -------------- | ------------- | --------- |
| 0         | Ivar Böhling   | Fritz Lange   | 2         |
| 1         | Béla Varga     | August Rajala | 2         |
| 0         | Anders Ahlgren | wolny los     | —         |

### Runda finałowa
Zarówno Ahlgren jak i  Böhling pokonali w swoich walkach Vargę, co dało Węgrowi brązowy medal. O złocie miała rozstrzygnąć walka pomiędzy Finem i Szwedem. Jednak po dziewięciu godzinach walki żaden z zawodników nie zdobył widocznej przewagi. Sędziowie przerwali walkę ogłaszając remis i przyznając obu zawodnikom srebrny medal.
| Walka |        | Zwycięzca      | Przegrany    |        |
| ----- | ------ | -------------- | ------------ | ------ |
| A     | → C    | Anders Ahlgren | Béla Varga   | → B    |
| B     | → C    | Ivar Böhling   | Béla Varga   | brąz   |
| C     | srebro | Anders Ahlgren | Ivar Böhling | srebro |